# Месть (мультфильм)
Месть (чеш. Pomsta) — чехословацкий анимационный фильм режиссёра Иржи Брдечки, снятый в 1968 году по мотивам новеллы Жерара де Нерваля "Заколдованная рука".

## Сюжет
Действие происходит во Франции XVII века. Молодой поэт влюблён в прекрасную девушку, однако та в нём не сильно заинтересована. Несмотря на это, он считает её своей музой и посвящает ей стихи. Однажды, на свидании в парке, они встречают большого бравого мушкетёра, который очаровывает даму и с лёгкостью расправляется с поэтом, унизив его.
Чтобы одолеть своего соперника, поэт тренируется в фехтовании, однако тот всё же испытывает страх. За помощью он обращается к загадочному колдуну, который в свою очередь занимается чёрной магией и связан с нечистью. С помощью неё, колдун заколдовывает правую руку поэта. На следующий день, поэт выслеживает пару, но никак не решается вызвать противника на дуэль. И тогда заколдованная рука оживает и, против воли владельца, сама бесцеремонно убивает мушкетёра.
После убийства его арестовывают и выносят смертный приговор. Поэт погибает, но рука остаётся живой. Отделившись от тела, она отправляется к колдуну и душит его, таким образом отомстив. Затем через камин вылетает из трубы, превратившись в листик, и направляется прямиком в квартиру возлюбленной поэта. В итоге он плавно ложится между её туфельками, символизируя то, что часть поэта остаётся рядом с ней.

## Отличия от новеллы
Сюжет фильма имеет мало общего с новеллой де Нерваля. Некоторые из отличий заключаются в следующем:
- В основном были взяты сами идеи магического вмешательства в судьбу человека и так называемой сделки с дьяволом, однако при этом дуэль состоялась не из-за девушки, а конфликта между главным героем и конным стрелком, племянником его невесты.
- Главный герой новеллы - суконщик, не поэт.
- В фильме колдун показан, как отъявленный злодей, полтергейст и повелитель нечистой силы. В новелле же колдун - обычный человек, цыган, владеющий, по его словам, белой магией.
- Несмотря на тот факт, что главные персонажи Брдечки и де Нерваля пострадали от проклятия, у последнего был шанс снять его.
- В новелле рука ожила и отправилась к колдуну не для убийства, а для того, чтобы тот её смог использовать в своих целях.

## Интересный факт
Работая над фильмом, художник-постановщик Мирослав Штепанек вдохновлялся гравюрами XVII века и работами Жака Калло.